# Isaac D. Barnard
Isaac D. Barnard (Aston Township, 1791. július 18. – West Chester, 1834. február 28. vagy 1834. február 18.) az Amerikai Egyesült Államok szenátora (Pennsylvania, 1827–1831).